# Кашин
Ка́шин (рос. Кашин) — стародавнє місто, адміністративний центр Кашинського району Тверської області. Населення станом на 2006 — 16,2 тисяч мешканців.
Місто розташоване на берегах річки Кашинки, лівої притоки Волги, на південному-сході області за 150 кілометрів від обласного центру, та за 180 кілометрів від Москви, поруч кордону з Ярославською областю.
Кашин — єдине в Тверській області місто-курорт. Санаторій поруч з розташованим прямо в місті джерелом лікувальної та столової мінеральної води був відкритий, ще в XIX столітті. Вода під марками «Кашинская», «Анна Кашинская», «Кашинская водица» є відома навіть за межами області.
Романтичні та патріотичні місцеві жителі звуть Кашин «містом російського серця» (рос. город русского сердца) бо річка Кашинка в межах міста утворює точний силует серця.

## Історія

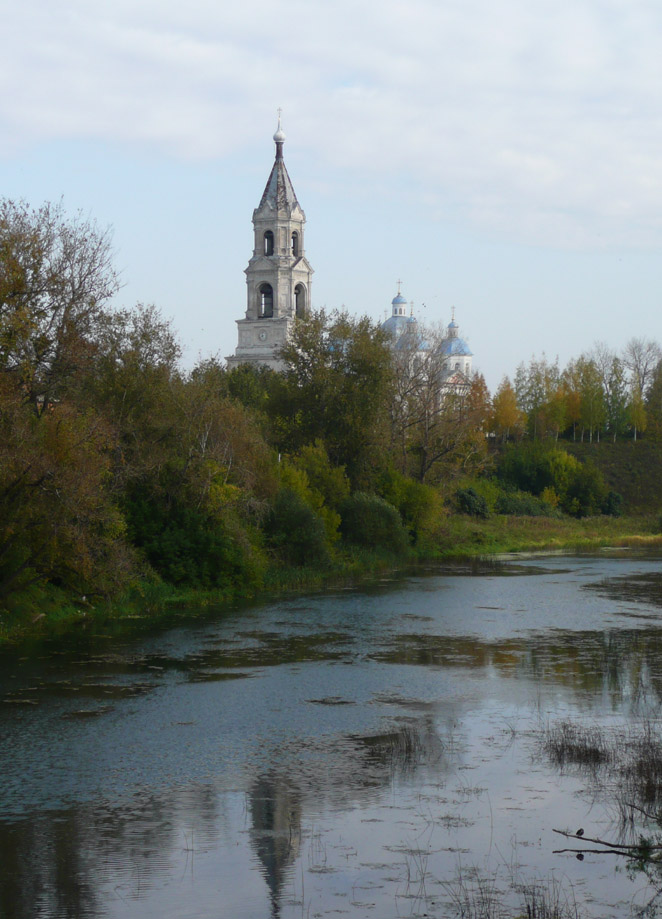
Річка Кашинка, Воскресенський собор та берізки на задньому тлі

Перша письмова згадка про місто датується 1238 роком — в Никонівському літописі Кашин згадується серед поплюндрованих монголоами міст. На основі інших, надійніших джерел, датою заснування міста призначили 1287 рік. Кашин входив до складу Тверського князівства і вважався одним з найважливіших його міст. У XIV столітті за місто боролися тверські та московські князі, а само місто намагалося вибороти незалежність, але не вигоріло — хоч в 1375 та 1399 році місто ставало самостійним, але за кілька років його знову підминала під себе Твер.
Незважаючи на підлеглість Твері в місті били власну монету (пуло) та вели свій літопис. Місто було значним торговим центром, а кашинські купці подорожували в далекі землі. Розвивалося й ремесло, особливо виробництво фарб-білил. Це виробництво було настільки важливим, що в первісному гербі міста було зображено серед іншого три ступки для білил.
Про значимість міста в минулому свідчить той факт, що єпископ Твері носить титул архієпископа «Тверського і Кашинського».
В 1485 році разом з усім Твєрським князівством Кашин захопило Московське князівство, через що місто тимчасово занепало як торговельно-промисловий центр.
У XVII столітті спершу Кашин у Смутний час зруйнували поляки, в 1654 році відбулася епідемія чуми, а 1676 року Кашин згорів під час пожежі ущент. Однак місто досить швидко відродилося. Окрім найкращих на Московщині фарб місто славилося ковалями, гончарями, іконописцями та ярмарками. Сприяло розвитку міста заснування Петербурга та введення в дію Вишневолоцької водної системи. Багато кашинських купців стали заробляти на армійських підрядах — поставках харчів та зброї. У кінці XVIII в місті вже було чимало кам'яних будинків та церков.
В 1775 році Кашин отримав статус повітового міста через утворення Кашинського повіту, тобто по сучасному став райцентром.
Під час війни з Наполеоном купці повністю забезпечили ополчення озброєнням та харчами. Десь в той самий час в Кашині та околицях починає розвиватися лляна промисловість, що стало ще одним джерелом прибутку для міста.

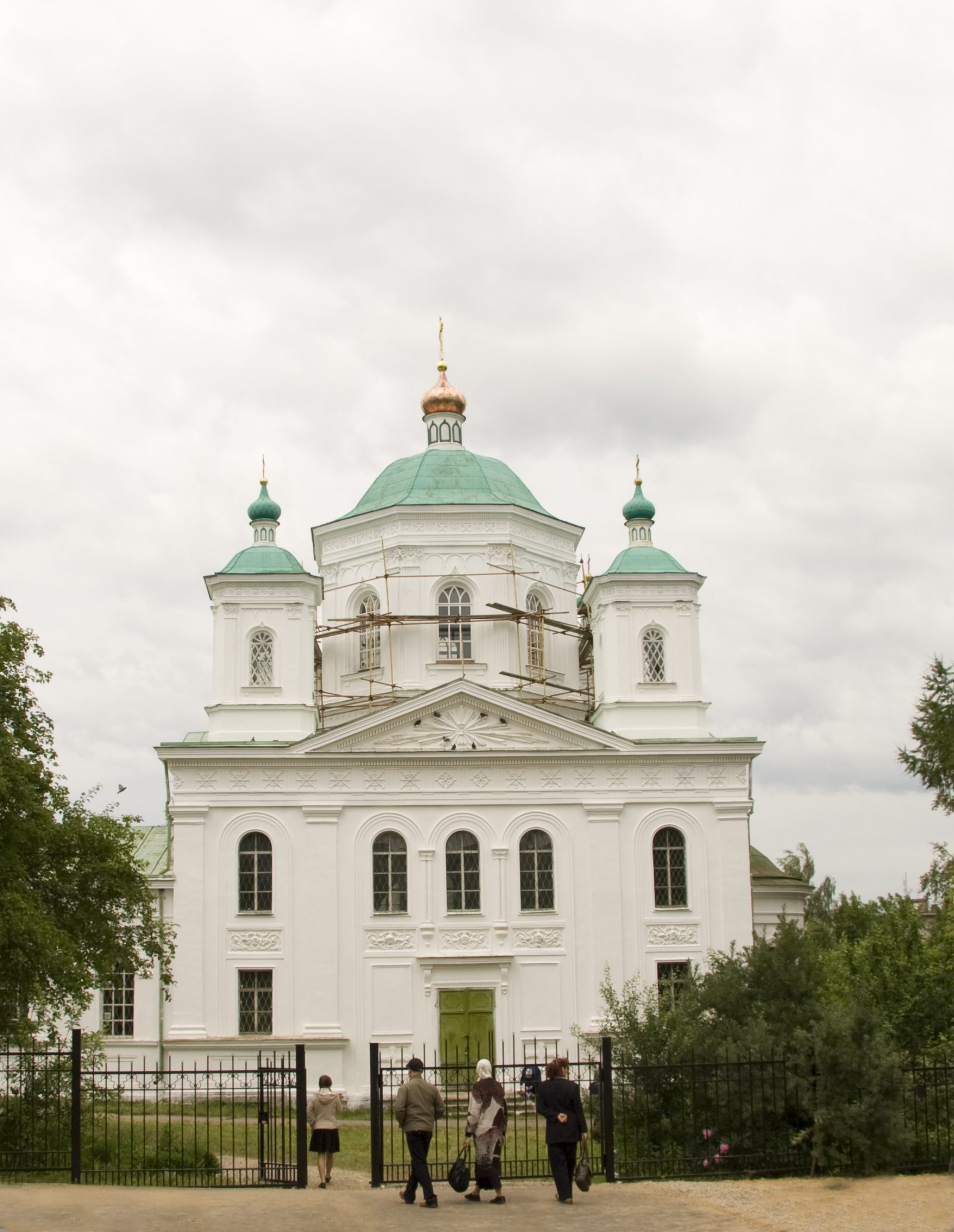
Сам Воскресенський собор

В 1867 році був збудований Воскресенський собор. На гроші купця Терлікова була збудована велика дзвіниця — досі найбільша в єпархії. Купець Чечерін заснував першу в місті публічну бібліотеку, купці Манухіни — першу лікарню, купець Кункін — краєзнавчий музей. Взагалі в ті часи Кашин був містом купецьким. У 1898 році була відкрита залізниця до тодішньої столиці — Санкт-Петербурга. Тоді ж були збудовані кам'яні торгові ряди, вони до речі досі працюють, та засновано курорт.
На початку XX століття в Кашині була 21 церква та 3 монастирі.

## Пам'ятки
Воскресенський собор з 76-метровою дзвіницею.
Курорт Кашин на притоці Кашинки річечці Маслятці. У санаторії вісім джерел різної мінеральної води.
Відреставрований Вознесенський собор, який зараз є кафедральним собором міста. В 1993 році туди перенесено мощі Анни Кашинської.
Церкви, усі другої половини XVIII століття:
- Іллі Пророка в Кашині 1778 року побудови
- Різдва Христова на горі 1776 року побудови, поруч з попередньою.
- Хрестознаменська 1784 року побудови розташована поруч з санаторієм.
- Святих Апостолів Петра і Павла 1782
- Флора і Лавра 1751

Краєзнавчий музей в будівлі Входоєрусалимської церкви (1789).
Монастирі:
- Клобуків, заснований в XIV столітті і досі діє
- Дмитрівський — вперше згадується в 1521 році, не зберігся, лежить в руїнах
- Срітенський, початку XV століття, лежить в руїнах

Раніше окрасою міста була дерев'яна церква святих Іоакима та Анни (1646), але в 1998 році вона згоріла внаслідок «незумисного підпалу» тобто знайшлося якесь бидло яке її спалило.

## Промисловість
Основні підприємства міста:
- Кашинський завод електроапаратури
- Завод «Вереск» — виробництво міцних алкогольних напоїв та розлив мінеральної води «Анна Кашинская»
- Підприємство Ера — розлив мінеральної води «Кашинская»
- Лляний завод
- Кашинський маслоробний сироробний завод — виробництво молокопродуктів та розлив мінеральної води «Кашинская водица»
- М'ясокомбінат

У 2009 році обсяги відвантаженої продукції власного виробництва в обробній промисловості склали 930 мільйонів рублів.

## Відомі люди
З містом тісно пов'язане ім'я російської святої Анни Кашинської, дружини великого князя тверського Михайла. Свята вважається покровителькою міста, а її мощі знаходяться в кафедральному Вознесенському соборі.
У 1607 році в Кашині помер принц Густав Ерікссон Ваза - син шведського короля Еріка XIV і королеви Карін Монсдоттер, наречений Ксенії Годунової (доньки Бориса Годунова) що не відбувся.